# Invertzucker
Invertzucker (Invertose, gelegentlich auch Trimoline) ist ein aus Traubenzucker (Glucose) und Fruchtzucker (Fructose) bestehendes Gemisch, das durch Zerlegung von Haushaltszucker (Saccharose) hergestellt wird. Die Bezeichnung Invertzucker bezieht sich auf die veränderte Wirkung der Zuckerlösung auf die Schwingungsebene von Licht, denn nach der Zerlegung von Saccharose zu Invertzucker ändert die Zuckerlösung ihre optische Aktivität von rechtsdrehend zu linksdrehend. Diese Änderung wird als Inversion bezeichnet.
Die Umwandlung von Nektar in Honig basiert zum Teil auf dem gleichen Prinzip. Die ebenfalls aus Glucose und Fructose bestehende Isoglucose wird im Unterschied zu Invertzucker nicht durch Zerlegung von Saccharose, sondern durch eine teilweise Umwandlung von Glucose in Fructose hergestellt.

## Herstellung
Invertzucker wird durch Zugabe kleiner Mengen Säure als Katalysator zu in heißem Wasser gelöster Saccharose (Rüben- oder Rohrzucker) oder durch Behandlung mit Invertase hergestellt. Die Saccharose-Moleküle, die als Disaccharide aus je einem Trauben- und einem Fruchtzuckermolekül zusammengesetzt sind, werden dabei wieder in ihre beiden Monosaccharid-Bestandteile zerlegt:
Dieser chemische Vorgang wird als Hydrolyse (der spezielle Fall als Rohrzuckerinversion) bezeichnet. Mit Hilfe von polarisiertem Licht kann man mit einem Polarimeter laufend verfolgen, wie weit die Reaktion fortgeschritten ist. Am Anfang besteht die Probe fast nur aus Saccharose, welche einen spezifischen Drehwinkel von +66,5° besitzt. Mit fortschreitender Reaktion zerfällt die Saccharose in Glucose mit +52° und Fructose −92° spezifischem Drehwinkel. Da sich die Drehrichtungen beider Substanzen überlagern, hat der fertige Invertzucker einen spezifischen Drehwinkel von −20°, also das arithmetische Mittel zwischen den beiden weit auseinanderliegenden Einzelwerten.
Invertzucker kann auch durch Mikroorganismen (bestimmte Hefestämme) oder mit immobilisierter Invertase hergestellt werden.

## Verwendung
Invertzucker wird zu Flüssigzucker oder zu Invertzuckercreme (früher Kunsthonig genannt) weiterverarbeitet oder als Invertzuckersirup ähnlich wie Glucosesirup in der Lebensmittelindustrie eingesetzt. Invertzuckersirup wird zudem für die Winterfütterung in der Imkerei sowie als Zusatzstoff im Tabak vieler Zigarettenmarken verwendet. In der Zutatenliste auf Lebensmittelverpackungen wird statt Invertzuckersirup immer öfter Glucose-Fructose-Sirup (Isoglucose) angeführt, der aus Stärke statt aus Saccharose hergestellt wird. Auch handelsüblicher Zuckersirup für Cocktails besteht hauptsächlich aus Wasser und Invertzucker. Invertzucker schmeckt etwas milder und fruchtähnlicher als nichtinvertierte Saccharose. Außerdem kristallisiert er nicht so leicht wie Saccharose, so dass die Creme oder der Sirup länger flüssig bleibt als eine gleich stark konzentrierte Saccharoselösung. Hauptverantwortlich dafür ist die Fructose, da sie stark hygroskopisch und nur schwer kristallisierbar ist. Der gängigste Invertzuckersirup hat eine Konzentration von 72,7 % und einen Invertierungsgrad von 66 %. Ein Liter dieses Sirups hat den gleichen Zuckergehalt und die gleiche Süßkraft wie ein Kilogramm normaler Haushaltszucker, was aufgrund der Dichte von ca. 1,375 kg/l auch zu erwarten ist.